# Galium pilosum
Galium pilosum là một loài thực vật có hoa trong họ Thiến thảo. Loài này được Aiton mô tả khoa học đầu tiên năm 1789.